# Shaun Jordan
Pour les articles homonymes, voir Jordan.
Shaun Jordan, né le 1er février 1968 à Jacksonville, est un nageur américain.

## Palmarès

### Jeux olympiques
- Séoul 1988
  -  Médaille d'or en 4x100m nage libre (participation aux séries).
- Barcelone 1992
  -  Médaille d'or en 4x100m nage libre (participation aux séries)[1].